# Sexualité vanille
Pour les articles homonymes, voir Vanille (homonymie) et Vanilla (homonymie).
 (mai 2014).
Si vous disposez d'ouvrages ou d'articles de référence ou si vous connaissez des sites web de qualité traitant du thème abordé ici, merci de compléter l'article en donnant les références utiles à sa vérifiabilité et en les liant à la section « Notes et références ».
 (mai 2016).
Une sexualité vanille (ou « vanilla sex »  dans l'anglais son langage d'origine et plus courament « conventional sex ») est ce qu'une culture perçoit comme un comportement sexuel conventionnel. Les différentes cultures ont des conceptions variées de ce qui constitue une sexualité traditionnelle. Le terme de sexualité vanille, est utilisé dans le milieu des sexualités plurielles, comme une sexualité courante pratiquée par le plus grand nombre, souvent en opposition à la « sexualité tordue ».

## Description
Chez les couples des pays occidentaux et notamment les couples hétérosexuels, la sexualité vanille se réfère généralement à la position du missionnaire, qui permet aux deux partenaires de se regarder et de s'embrasser. Chez les hommes homosexuels, cette position n'implique généralement aucune pénétration (coït intercrural, frottement, etc.). Le British Medical Journal définit la sexualité vanille entre couples homosexuels comme une « sexualité qui ne s'étend pas au-delà de l'affection, de la masturbation mutuelle, buccale et sodomie ».
Le terme « vanille » provient d’une traduction littérale de l’anglais vanilla, qui selon le contexte peut signifier littéralement vanille ou conventionnel, classique. Il ne s’agit pas à proprement parler d’une erreur, puisqu’en anglais, l’utilisation de vanilla comme synonyme de conventional fait bien référence à l'utilisation d'extrait de vanille comme parfum le plus commun pour une crème glacée, et par extension, comme une normalisation du goût « grand public » qui renvoie à l’idée de « simple », « conventionnel », « classique ». Dans une relation, lorsqu'un seul partenaire apprécie les formes moins conventionnelles de la sexualité, le partenaire n'appréciant pas de telles activités est souvent qualifié de « partenaire vanille ».